# Ribemont-i szerződés
A ribemont-i szerződés 880-ban az utolsó szerződés a Frank Birodalom örökösei között, mely a birodalmi felosztások sorában létrejött. Ezt III. (ifjabb) Lajos keleti frank király, III. Lajos nyugati frank (francia) király és Karlmann austrasiai majordomusa (később Karlmann nyugati frank király) írták alá.

## Története
II. (Kopasz) Károly halála után III. (ifjabb) Lajos barátságáról biztosította Károly utódját, II. (Hebegő) Lajost a fourons-i szerződéssel 878 novemberében. A két unokaöcs ígéretet tett egymásnak arra, hogy kölcsönösen elismerik és elfogadják az öröklésre saját fiaikat, nem támasztanak igényt egymás területeire. E szerződés próbájára akkor került sor, amikor II. (Hebegő) Lajos 879 áprilisában meghalt. Egy nyugati frank küldöttség, melyet Gauzlin, Párizs püspöke – majd a viking razziák alatt a város védelmezője – vezetett, felkérte ifjabb Lajost, vegye át az irányítást a Nyugati Frank Királyságban, s mert nagyravágyó felesége, Luitgard is támogatta ezt az elképzelést, ifjabb Lajos elindult megszállni a másik királyság területét. Amint elérte Verdunt, visszavonult, mert unokaöccsei: III. Lajos, Franciaország királya és Karlmann austrasiai majordomus szorongatott helyzetükben átengedték lotaringiai örökségüket neki.
Közben Boso, a karoling származású nemes kikiáltotta magát királynak Provence-ban (Alsó-Burgundia), a vikingek támadásai elleni hatékonyabb védelem ürügyén. Ezért a karoling királyok úgy döntöttek, hogy félreteszik addigi egymás közötti nézeteltéréseiket, hogy foglalkozhassanak a mindannyiukat veszélyeztető fenyegetésekkel. Találkoztak Ribemont-ban – melynek a mai neve Aisne – és megállapodtak, hogy cserébe III. (ifjabb) Lajos keleti frank király semlegességéért a francia királyok szerződésben is újra megerősítik Lajost lotharingiai birtokaiban, melyeket már neki adtak a Meersseni szerződéssel. Így már szabadon tudtak fellépni Boso ellen.
Az a határ, melyet itt megállapítottak és meghúztak a Francia Királyság és a Német-római Birodalom között, többé-kevésbé ugyanaz maradt a késő középkor végéig. A feudális rendszer a Frank Birodalom területén alakult ki. Megszilárdulásához a frank területeken létrejött államok szolgáltak bázisul, amely a középkorban Franciaország, Németország és Appennini-félszigeten fennálló államalakulatok kialakulásához is vezetett.

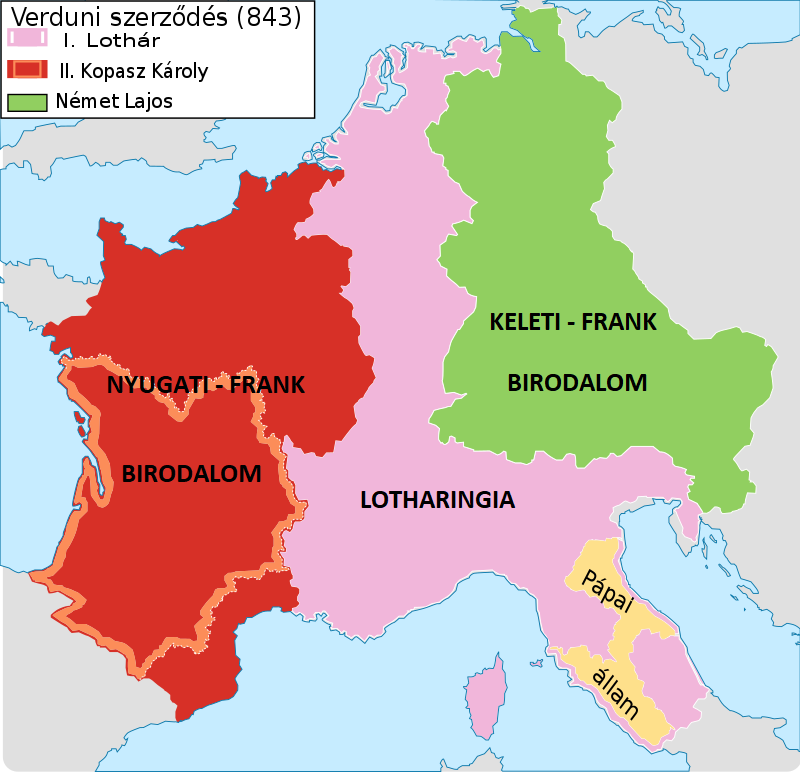
A verduni szerződés után 843-ban létrejött, három részre osztott Frank Birodalom, Nyugati Frank Királyság,Középső Frank Királyság és Keleti Frank Királyság
A Frank királyságok határai 855-ben
A határok 870-ben
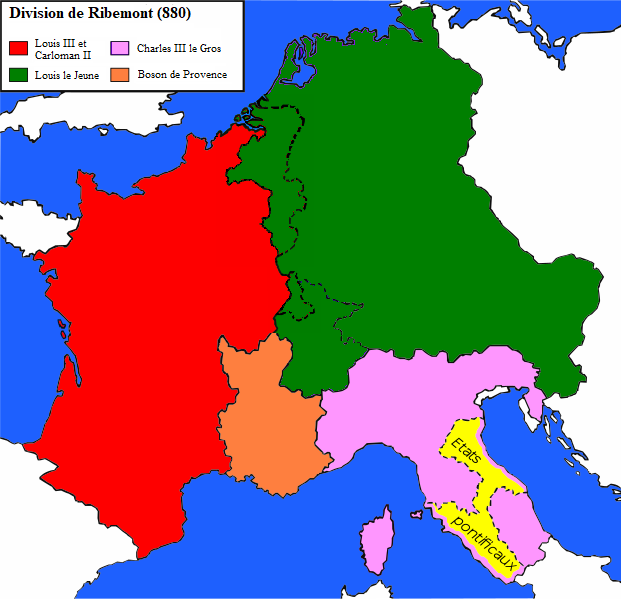
A Ribemont-i szerződésben rögzített határok 880-ban
A Francia Királyság és a Német-római Birodalom közötti határvonal 1180-ban

A Frank Birodalom felosztása időrendben:
- Verduni szerződés (843)
- Prümi szerződés (855)
- Meersseni szerződés (870)
- Ribemont-i szerződés (880)

## Fordítás
Ez a szócikk részben vagy egészben  a   Treaty of Ribemont című angol Wikipédia-szócikk fordításán alapul.  Az eredeti cikk szerkesztőit annak laptörténete sorolja fel. Ez a jelzés csupán a megfogalmazás eredetét és a szerzői jogokat jelzi, nem szolgál a cikkben szereplő információk forrásmegjelöléseként.